# Boemundo III de Antioquia
Boemundo III de Antioquia (1144-1201), cognominado o Gago, foi príncipe de Antioquia de 1163 até à sua morte. Era filho da princesa Constança de Antioquia com o seu primeiro marido Raimundo de Poitiers.

## Conflito com Constança
Raimundo de Poitiers morreu na batalha de Inabe em 1149, pelo que foi Constança de Antioquia, a filha e herdeira do príncipe Boemundo II de Antioquia, quem governou o principado até Boemundo III atingir a maioridade. Mas quando a sua mãe se casou pela segunda vez, com Reinaldo de Châtillon, este assumiu o governo de Antioquia até ser aprisionado por Noradine em Alepo em 1160, onde permaneceria até 1176.
Apesar de o filho ter atingido a maioridade aos 15 anos de idade, Constança recusou-se a entregar-lhe o controlo do estado até o rei Balduíno III de Jerusalém intervir e declarar Boemundo o líder do principado. Recusando aceitar esta decisão, em 1163 Constança pediu ajuda ao Principado Arménio da Cilícia, mas os cidadãos de Antioquia revoltaram-se e exilaram-na; com a sua morte ainda nesse ano, Boemundo pôde assumir o governo sem mais oposição.

## Reinado de Amalrico de Jerusalém

O Próximo Oriente em 1165

Em 1164, Boemundo III de Antioquia e Raimundo III de Trípoli levantaram o cerco de Noradine à praça cruzada de Harim. No entanto, a decisão de atacarem o exército muçulmano em retirada resultaria na batalha de Harim, com a derrota e a captura dos dois líderes cristãos. Em campanha no Egito, o rei Amalrico I de Jerusalém voltou à Síria em 1165 para assumir a regência do Principado de Antioquia e do Condado de Trípoli.
Boemundo seria libertado com o pagamento de um avultado resgate de 150 000 dinares em 1165, com a intervenção do rei de Jerusalém e do imperador bizantino Manuel I Comneno, o seu suserano nominal e cunhado, casado com a sua irmã Maria de Antioquia. A ajuda deste último terá sido essencial para a sua rápida libertação, uma vez que Noradine provavelmente pretendia evitar uma intervenção do Império Bizantino na Síria; em contrapartida, Raimundo III de Trípoli, vassalo de Jerusalém e não de Constantinopla, ficaria em poder dos muçulmanos até 1173.
Devido à acção do imperador, Boemundo foi visitá-lo em Constantinopla e reafirmar a sua vassalagem, concordando inclusivamente em restabelecer o patriarca grego Atanásio em Antioquia. O patriarca latino Aimério de Limoges protestou contra esta concessão, impôs um interdito (o equivalente à excomunhão para um território) sobre a cidade e só voltaria ao principado depois da morte de Atanásio em c.1170.
Em 1166, o governador bizantino da Cilícia Andrónico Comneno iniciou uma ligação amorosa com Filipa, irmã de Boemundo III. Esta relação desagradou tanto ao conde antioqueno e quanto a Manuel I Comneno, que era casado com a irmã de Filipa, Maria de Antioquia, o que tornava a relação incestuosa pela lei canónica medieval. Andrónico foi forçado a fugir para Jerusalém, onde seduziu a rainha Teodora, sobrinha do imperador e por isso uma parente ainda mais próxima.

## Reinado de Balduíno IV de Jerusalém

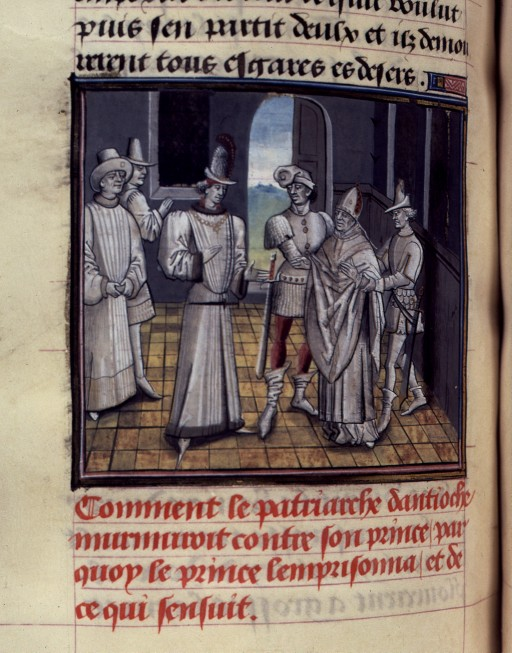
Iluminura da prisão do patriarca latino de Antioquia Aimério de Limoges Historia de Guilherme de Tiro e continuação, Biblioteca Nacional de França, século XV

Como resposta à aliança de Melias da Arménia com Noradine em 1172, Boemundo invadiu o Principado Arménio da Cilícia. Em 1177, juntamente com Raimundo III de Trípoli e Filipe da Alsácia, conde da Flandres, que chegara à Terra Santa em peregrinação, cercou a praça de Harim, mas acabariam por levantar o cerco sem reconquistar a cidade.
Entretanto, a política do Reino de Jerusalém era dominada pela questão da sucessão de Balduíno IV o Leproso. Sem descendentes, esta deveria ser assegurada pelo casamento da sua irmã Sibila, viúva de Guilherme Espada Longa e mãe de Balduíno de Monferrato: o rei pretendia unir a irmã a um candidato europeu que pudesse trazer reforços para o Levante; Raimundo de Trípoli e Boemundo de Antioquia, primos direitos de Balduíno e Sibila, marcharam em 1180 sobre Jerusalém para tentar forçar o rei a casar a irmã com um favorito seu, provavelmente Balduíno, irmão mais velho de Balião de Ibelin. Em resposta, Balduíno IV apressou-se a casá-la com Guido de Lusignan, irmão mais novo do condestável Amalrico, evitando a intervenção dos primos.
No mesmo ano Boemundo abandonou a sua esposa Teodora Comnena, outra sobrinha do recém-falecido imperador Manuel I, homónima da consorte de Balduíno III de Jerusalém. Casou-se com uma mulher chamada Sibila que, segundo Guilherme de Tiro, «tinha a reputação de praticar as artes do mal», pelo que foi excomungado pelo papa Alexandre III e Antioquia voltou a ficar sob interdição eclesiástica. Mas «a isto [...Boemundo] prestou pouca atenção. Pelo contrário, continuou nas suas acções iníquas com redobradas energias», segundo o arcebispo cronista.
Consequentemente, Boemundo aprisionou o patriarca Aimério e outros bispos, e saqueou as suas igrejas. Em 1181, o patriarca latino de Jerusalém Heráclio de Auvérnia foi enviado para mediar o conflito, juntamente com Reinaldo de Châtillon, Raimundo III de Trípoli e os grão-mestres Arnaldo de Torroja da Ordem dos Templários e Roger de Moulins da Ordem do Hospital. Boemundo recusou-se a aceitar a negociação e expulsou os mediadores, bem como vários dos nobres de Antioquia que se lhe opunham.
Em 1183, Antioquia foi assediada por Saladino. Boemundo acabaria por negociar um tratado de paz com o sultão e depois vendeu a cidade de Tarso a Rúben III da Arménia, de modo a tornar os seus territórios mais facilmente defensáveis. Entretanto, em Jerusalém as condições físicas de Balduíno IV deterioravam-se, pelo que Balduíno V de Jerusalém foi coroado ainda durante a vida do tio, segundo a tradição da dinastia capetiana de França.

## Declínio dos cruzados no Levante

O Próximo Oriente em 1190, depois das conquistas de Saladino

Balduíno IV morreu em 1185, e Balduíno V no ano seguinte; Boemundo III, Raimundo III e os nobres do seu partido foram incapazes de evitar a subida ao trono de Guido de Lusignan e Sibila. Este reinado seria desastroso para o Reino de Jerusalém, que teve os seus exércitos derrotados por Saladino na batalha de Hatim em 1187. Boemundo III de Antioquia não esteve presente no confronto, mas o seu primogénito Raimundo estava na vanguarda, com as forças de Raimundo III de Trípoli que escaparam ao inimigo.
Pouco depois desta vitória decisiva, Saladino invadiu o Principado de Antioquia, mas Boemundo III conseguiu defender-se com a ajuda de uma frota siciliana. Raimundo III de Trípoli morreria pouco depois de Hatim, tendo nomeado o filho mais velho de Boemundo como seu sucessor. No entanto, Boemundo III ignorou estas disposições: com o objectivo de manter o seu herdeiro Raimundo em Antioquia, em 1189 instalou o seu segundo filho, Boemundo IV, como conde de Trípoli.
Em 1190, Boemundo III recebeu os sobreviventes do contingente germânico da Terceira Cruzada; o imperador Frederico Barbarossa tinha morrido a caminho, e parte dos seus restos mortais foi enterrada em Antioquia. Mas Boemundo não participaria na cruzada, preferindo manter a neutralidade e evitar provocar Saladino.

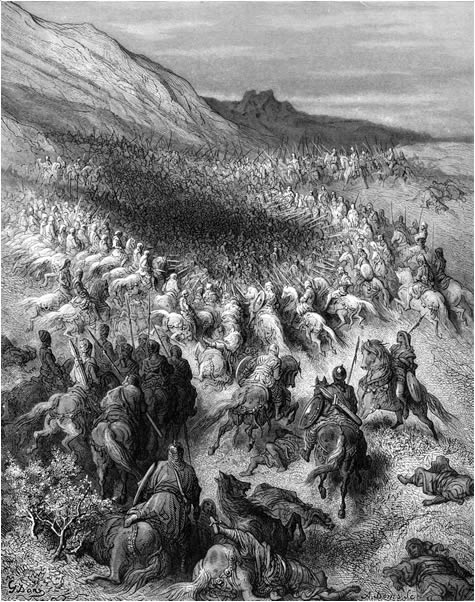
Batalha de Hatim por Gustave Doré (ilustração do século XIX

Pouco depois do regresso dos cruzados à Europa, Leão II da Arménia conquistou o castelo de Bagras, na fronteira norte de Antioquia, que tinha sido tomado por Saladino em 1189. Boemundo III e os Cavaleiros Templários, os proprietários originais, exigiram a sua restituição. Em 1194, Leão atraiu Boemundo a Bagras sob o pretexto de negociações e aprisionou-o na capital da Cilícia, Sis. Sob coação, Boemundo foi forçado a ceder-lhe o seu principado.
Porém, o príncipe herdeiro Raimundo IV de Trípoli e o patriarca Aimério de Limoges, apoiados pela população latina e grega de Antioquia, recusaram-se a abrir as portas da cidade e repeliram um ataque arménio. Em consequência, foi acordada uma paz e Boemundo foi libertado sob a mediação de Henrique II de Champagne, embora tenha sido forçado a abandonar qualquer pretensão à suserania da Arménia Menor. Em 1195, a paz foi selada com o casamento do herdeiro Raimundo com Alice da Arménia, uma filha de Rúben III.
Raimundo morreria em 1199 pelo que, quando Boemundo III também morreu em 1201, iniciou-se um conflito pela sucessão em Antioquia, entre o seu segundo filho Boemundo IV e Raimundo-Rúben, filho de Raimundo e Alice.

## Casamentos e descendência
Boemundo III de Antioquia celebrou o seu primeiro casamento em c.1170 (talvez 1168 ou 1169), com Orguilleuse d'Harenc (ou Harim). Esta união duraria até c.1175, quando se separaram ou quando a esposa morreu, e dela nasceram:
- Raimundo IV de Trípoli (m.1199), herdeiro do Principado de Antioquia e também conde de Trípoli entre 1187 e 1189, casado em 1195 com Alice da Arménia (filha do rei Rúben III) e pai de Raimundo-Rúben de Antioquia
- Boemundo IV de Antioquia (1172-1233), sucessor do irmão no Condado de Trípoli e do pai no Principado de Antioquia

Em c.1175 (talvez 1176 ou 1177) Boemundo contraiu novo matrimónio, com Teodora Comnena, filha do duque de Chipre João Comneno Ducas com Maria Taronitissa. Até à sua separação em 1180, nasceram:
- Constança de Poitiers, morreu jovem
- Manuel de Poitiers (1176-1211), sem casamentos nem descendência

Depois de abandonar Teodora, o príncipe casou-se com Sibila em 1180/1181, de quem se divorciaria a c.1199. Dela nasceram:
- Alice de Poitiers (m.1233), casada em 1204 com Guido I Embriaco, senhor de Gibelet
- Guillherme de Poitiers, documentado vivo em 1194

A c.1199, Boemundo celebrou o seu último casamento, com Isabel, de quem nasceu:
- Boemundo de Poitiers (m.1244), senhor consorte de Batroun, casado com N Plivane, herdeira e senhora de Batroun